# Палатник Давид Ізраїлевич
Палатник Давид Ізраїлевич (рос. Палатник Давид Израилевич; 1 листопада 1913, Балта, Подільська губернія, Російська імперія — 1998, Кишинів, Молдова) — молдавський радянський архітектор, заслужений архітектор Молдавської РСР (1985).

## Життєпис
Народився в родині муляра в Балті (з 1924 року столиці Молдавської АРСР).  Після закінчення Одеського будівельного технікуму в 1932 році, був прийнятий проєктувальником в тираспольський «Молдавпроект», потім продовжив освіту в Одеському інженерно-будівельному інституті, який  закінчив в 1939 році. 
З 1940 року працював в Кишиневі. У званні майора дорожньої служби займався проєктуванням станційних будівель в будівельному бюро «Дорпроект» Одесько-Кишинівської залізниці. З 1955 р. до 1993 р. працював в проєктному інституті «Молдгіпробуд», де був начальником архітектурно-будівельного відділу № 2. 
Дружина - архітектор Циля Миронівна Дукарська (1914 -?). 

## Проєкти
Будучи студентом Одеського інженерно-будівельного інституту Давид Палатник під керівництвом свого викладача доцента Г. М. Готгельфа (1888-1953) розробив проєкт будівлі Тираспольського міського театру (Державного драматичного театру ім. А. М. Горького) і забудови Театрального майдану (1936), а в 1960-1963 роках (спільно з І. Л. Шмуруном, 1912-1985) їх реконструкції.
У Кишиневі проєктами Давида Палатника є такі архітектурні споруди:
- ансамбль привокзальної площі (1950);
- проєкти каскадної і гранітної сходів в парку навколо Комсомольського озера (спільно з Р. Е. Курцем);
- будівля залізничної лікарні на вулиці Фрунзе (нині - вул. Колумна, 1954);
- 17-я залізнична школа (нині - ліцей «Мінерва»), Будинок Спілки письменників Молдови на Київській вулиці (нині - вул. 31 серпня 1989 року, 1975);
- Палац культури профспілок на Ришкановке (1971);
- Республіканський центр охорони здоров'я матері і дитини на вулиці І. Кодіци (нині - вул. Беребіста, 1986);
- комплекси житлових будинків на вулиці Тимошенко (нині - вул. Дечебал);
- 16-поверховий комплекс з трьох гуртожитків на вулиці Куйбишева (нині - вул. Каля Ешилор) [7][8][9].

Давид Палатник спроєктував ряд шкільних будинків, дошкільних закладів та пологових будинків міста з використанням мотивів молдавської народної архітектури і місцевих будматеріалів: черепашника, декоративної цегли, косеуцького і бутового каменю; проєкт дитсадка на 320 місць зі скатної черепичним дахом і елементами національної архітектури отримав срібну медаль на ВДНГ СРСР.
Автор проєкту Палацу культури в Бєльцях (1969), реконструкції огорожі кишинівського парку імені А. С. Пушкіна, нереалізованого проєкту дитячої залізниці навколо споруджуваного Комсомольського озера (1952). Під час знесення історичного єврейського кладовища в Кишиневі, на місці якого в 1959 році був розбитий парк культури і відпочинку імені В. Куйбишева, брав участь в проєкті зйомки надгробних каменів.
Виставка, присвячена сторіччю з дня народження Давида Палатника пройшла в Національному музеї археології та історії Молдови в лютому 2014 року.